# Federico Alborghetti
Federico Alborghetti (Mapello, 1825 – Bergamo, 1887) è stato un patriota italiano.

## Biografia
Fedele mazziniano e segretario del comitato di guerra di Bergamo, organizzò nel 1848 nella zona di Palazzago a cavallo tra la Val San Martino e la Valle Imagna un tentativo di ribellione alla dominazione austriaca.
Ricercato dall'Austria, scappò in Svizzera per poi tornare in Piemonte, dove dopo la laurea in medicina ottenuta all'università di Torino, si aggregò alle truppe di Carlo Alberto che puntavano verso le Fortezze del Quadrilatero. Incarcerato e poi liberato, tornò a Bergamo, dove fu un pacifico medico e direttore della Gazzetta di Bergamo.
L'ardore rivoluzionario non si spense però e così si unì alle truppe di Giuseppe Garibaldi durante la seconda guerra d'indipendenza.

## Opere
Oltre ad essere medico si dedicò a scrivere alcuni studi di carattere scientifico e di storia locale.
- Episodio storico della guerra dell'indipendenza italiana nel 1848, 1862.
- La spedizione degli italiani in Polonia nel 1863
- Donizetti-Mayr, Bergamo, Gaffuri e Gatti editori, 1875.